# Schloss Unteraltenbernheim
Das Schloss Unteraltenbernheim, auch Seckendorff'sches Schloss ist ein Schloss im Markt Obernzenn im mittelfränkischen Landkreis Neustadt an der Aisch-Bad Windsheim in Bayern. Es ist unter der Nummer D-5-75-156-31 im Bayerischen Denkmalregister geführt.

## Geografische Lage
Das Schloss Unteraltenbernheim befindet sich am gleichnamigen Ort an der Hauptstraße 13. Es grenzt östlich an die Kirchenanlage der Kirche St. Peter und Paul an, die wohl ursprünglich Teil der Schlossanlage war.

## Geschichte
Urkundlich wird Unteraltenbernheim erstmals 1238 als „Niederaltenbern“ erwähnt. Damals war das Gut mit dem Schloss und dem kleineren Teil des Ortes Eigentum eines Ludwig von Huslode. Der Besitz wurde 1564 von seinem Nachkommen Heinz von Huslode an Arnold von Seckendorff-Aberdar in Obernzenn verkauft. Das Schloss wurde im Dreißigjährigen Krieg zerstört und im 18. Jahrhundert wieder aufgebaut. 1737 veräußerte es die Obernzenner Linie der Familie weiter an Christoph Friedrich von Seckendorff zu Unternzenn. Es blieb bis 1959 im Besitz der Familie von Seckendorff.

## Beschreibung
Beim ehemaliges Seckendorffschen Schloss handelt es sich um einen zweigeschossigen Walmdachbau, welcher im 18. Jahrhundert im Stil des Spätbarocks wieder aufgebaut wurde. Es ist an einen wesentlich älteren Rundturm aus der Zeit um 1600 angebaut. Der Zugang zum Gebäude erfolgt von Westen. Zum Schloss gehört eine Fachwerkscheune, aus dem 17. Jahrhundert.